# Runderteek
De runderteek (Rhipicephalus microplus, vroeger Boophilus microplus) is een teek die parasiteert op verschillende soorten vee en wilde dieren: runderen, paarden, ezel, schapen, geiten, herten, varkens, honden. De teek veroorzaakt jaarlijks miljarden euro's schade wereldwijd.

## Kenmerken
De runderteek heeft een cirkelvormig peritreem. Het mannetje heeft twee anale platen met scherpe punten.

## Verspreiding en leefgebied
De teek komt voor in Azië, delen van Australië, Madagaskar, het zuidoosten van Afrika, de Caraïben, Zuid- en Centraal-Amerika en Mexico. In de Verenigde Staten is hij uitgeroeid, behalve op enkele plekken bij de Mexicaanse grens.

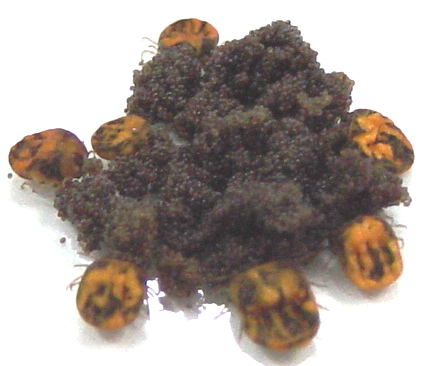
Runderteken met eitjes